# Paraustrochernes novaeguineensis
Espèce
Paraustrochernes novaeguineensis est une espèce de pseudoscorpions de la famille des Chernetidae.

## Distribution
Cette espèce est endémique de la province de Morobe en Papouasie-Nouvelle-Guinée. Elle se rencontre vers Wau.

## Description
Le mâle holotype mesure 4,3 mm et la femelle paratype 6 mm.

## Étymologie
Son nom d'espèce, composé de novaeguine et du suffixe latin -ensis, « qui vit dans, qui habite », lui a été donné en référence au lieu de sa découverte, la Nouvelle-Guinée.

## Publication originale
- Beier, 1975 : Neue Pseudoskorpione aus Australien und Neu-Guinea. Annalen des Naturhistorischen Museums in Wien, vol. 78, p. 203-213 (texte intégral).